# Paul Bravo
Pour les articles homonymes, voir Bravo.
Paul Bravo, né le 19 juin 1968 à Campbell en Californie, est un joueur international américain de soccer, qui évoluait au poste de milieu offensif.

## Biographie

### Carrière en club
Après son cursus universitaire, en 1991, il rejoint les Blackhawks de San Francisco Bay en APSL. Lors de sa première saison, il remporte le titre de recrue de l'année, et la franchise remporte le championnat de l'APSL. Puis, en 1993, les propriétaires des Blackhawks se relèguent eux-mêmes en USISL, et deviennent les Hawks de San José. La franchise disparait à la fin de la saison 1993. La saison suivante, il rejoint le Greek-American AC en SFSFL, et remporte la coupe des États-Unis en 1994. En 1995, il rejoint les Jaguars de Monterey Bay en USISL Pro League.
En février 1996, le Clash de San José sélectionne Paul Bravo lors du premier tour (huitième choix au total) de la draft inaugurale de la Major League Soccer. Il inscrit 13 buts en 31 rencontres de la saison régulière. Le 15 décembre 1996, le Clash échange Bravo et Rafael Amaya contre Dominic Kinnear des Rapids du Colorado. En novembre 2001, il n'est pas prolongé à l'issue de la saison, et annonce la fin de sa carrière sportive. Avec les Rapids du Colorado, il dispute 153 rencontres, 45 buts et distribuant 24 passes décisives.
Au cours de sa carrière de joueur, Paul Bravo dispute notamment 181 matchs et 57 buts inscrits en MLS,.

### Carrière internationale
Paul Bravo compte quatre sélections et un but avec l'équipe des États-Unis entre 1994 et 1999.
Il est convoqué pour la première fois en équipe des États-Unis par le sélectionneur national Bora Milutinović, pour un match amical contre le Honduras le 11 décembre 1994. Puis, il reçoit sa deuxième sélection contre la Belgique le 22 avril 1995. Le match se solde par une défaite 1-0 des Américains.
Quatre ans plus tard, Bruce Arena le convoque pour participer à la Coupe des confédérations 1999 au Mexique. Il dispute deux rencontres contre l'Allemagne et l'Arabie saoudite. Il inscrit son seul but en sélection lors de la rencontre contre l'Arabie saoudite (victoire 2-0).

### Reconversions multiples
Entre 2002 et 2007, il est l'entraîneur adjoint aux Rapids du Colorado, puis aux Bruins d'UCLA et au Galaxy de Los Angeles. Puis, le 24 août 2007, il est nommé directeur sportif du Galaxy de Los Angeles, jusqu'en 2009.
Le 10 janvier 2009, il est nommé directeur technique des Rapids du Colorado, jusqu'au 6 janvier 2017.

## Palmarès
- Avec les Blackhawks de San Francisco Bay 
  - Champion de l'APSL en 1991

- Avec le Greek-American AC
  - Vainqueur de la Coupe des États-Unis en 1994

## Statistiques
| Saison                | Club                         | Championnat           | Championnat | Championnat | Championnat | Coupe(s) nationale(s) | Coupe(s) nationale(s) | Coupe(s) nationale(s) | Compétition(s) continentale(s) | Compétition(s) continentale(s) | Compétition(s) continentale(s) | Compétition(s) continentale(s) | Séries | Séries | Séries | États-Unis | États-Unis | États-Unis | Total | Total | Total |
| Saison                | Club                         | Division              | M.          | B.          | P.d.        | M.                    | B.                    | P.d.                  | Comp.                          | M.                             | B.                             | P.d.                           | M.     | B.     | P.d.   | M.         | B.         | P.d.       | M.    | B.    | P.d.  |
| 1991                  | San Francisco Bay Blackhawks | APSL                  | 18          | 2           | 0           | -                     | -                     | -                     | -                              | -                              | -                              | -                              | -      | -      | -      | -          | -          | -          | 18    | 2     | 0     |
| 1992                  | San Francisco Bay Blackhawks | APSL                  | 7           | 1           | 0           | -                     | -                     | -                     | -                              | -                              | -                              | -                              | -      | -      | -      | -          | -          | -          | 7     | 1     | 0     |
| 1993                  | San Jose Hawks               | USISL                 |             |             | -           | -                     | -                     | -                     | -                              | -                              | -                              | -                              | -      | -      | -      | -          | -          | -          | 0     | 0     | 0     |
| 1994                  | Greek-American AC            | SFSFL                 |             |             | -           | -                     | -                     | -                     | -                              | -                              | -                              | -                              | -      | -      | -      | 1          | 0          | 0          | 1     | 0     | 0     |
| 1995                  | Monterey Bay Jaguars         | USISL Pro League      | 19          | 19          | -           | -                     | -                     | -                     | -                              | -                              | -                              | -                              | -      | -      | -      | 1          | 0          | 0          | 20    | 19    | 0     |
| 1996                  | San Jose Clash               | MLS                   | 31          | 13          | 5           | -                     | -                     | -                     | -                              | -                              | -                              | -                              | 3      | 0      | 0      | -          | -          | -          | 34    | 13    | 5     |
| 1997                  | Colorado Rapids              | MLS                   | 30          | 8           | 6           | 1                     | 0                     | 0                     | -                              | -                              | -                              | -                              | 5      | 3      | 2      | -          | -          | -          | 36    | 11    | 8     |
| 1998                  | Colorado Rapids              | MLS                   | 30          | 11          | 8           | -                     | -                     | -                     | CCC                            | 1                              | 1                              | 0                              | 2      | 0      | 0      | -          | -          | -          | 33    | 12    | 8     |
| 1999                  | Colorado Rapids              | MLS                   | 25          | 7           | 5           | 2                     | 0                     | 0                     | -                              | -                              | -                              | -                              | 2      | 0      | 0      | 2          | 1          | 0          | 31    | 8     | 5     |
| 2000                  | Colorado Rapids              | MLS                   | 27          | 7           | 3           | 1                     | 0                     | 0                     | -                              | -                              | -                              | -                              | 3      | 2      | 0      | -          | -          | -          | 31    | 9     | 3     |
| 2001                  | Colorado Rapids              | MLS                   | 23          | 6           | 0           | 1                     | 0                     | 0                     | -                              | -                              | -                              | -                              | -      | -      | -      | -          | -          | -          | 24    | 6     | 0     |
| Total sur la carrière | Total sur la carrière        | Total sur la carrière | 210         | 74          | 27          | 5                     | 0                     | 0                     | -                              | 1                              | 1                              | 0                              | 15     | 5      | 2      | 4          | 1          | 0          | 235   | 81    | 29    |